# Schilfmeer
Das Schilfmeer (hebräisch יַם־סוּף yam-sūf; altägyptisch pa-tjufi) ist im Buch Exodus der Ort der durch JHWH veranlassten göttlichen Errettung des Volkes Israel während des Auszugs aus Ägypten (Ex 15,4 ).

## Lokalisierungen des Schilfmeeres

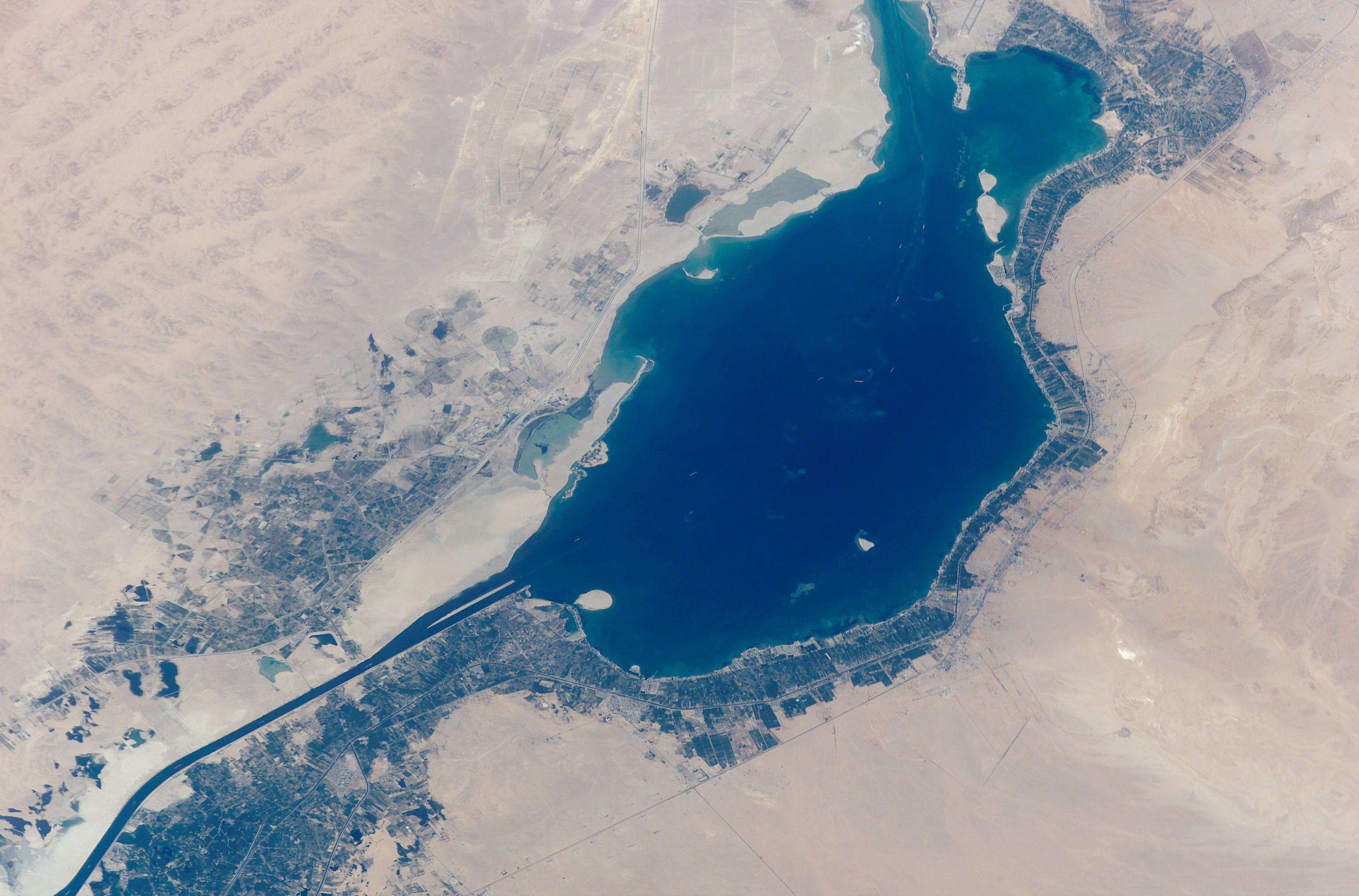
Großer Bittersee

Eine genaue Lokalisierung des Schilfmeeres ist nicht möglich, allerdings favorisiert die historische und theologische Forschung hier meist die Bitterseen.  13. Jahrhundert v. Chr. bestehende Verehrung von Baal-Zefon auf die am Sirbonischen See auf einer Nehrung liegende Erhebung Kasion erweitert und Baal-Zefon geweiht, der anschließend im östlichen Nildelta zu einer gewichtigen Gottheit aufstieg, insbesondere in Pelusium und Daphnae.

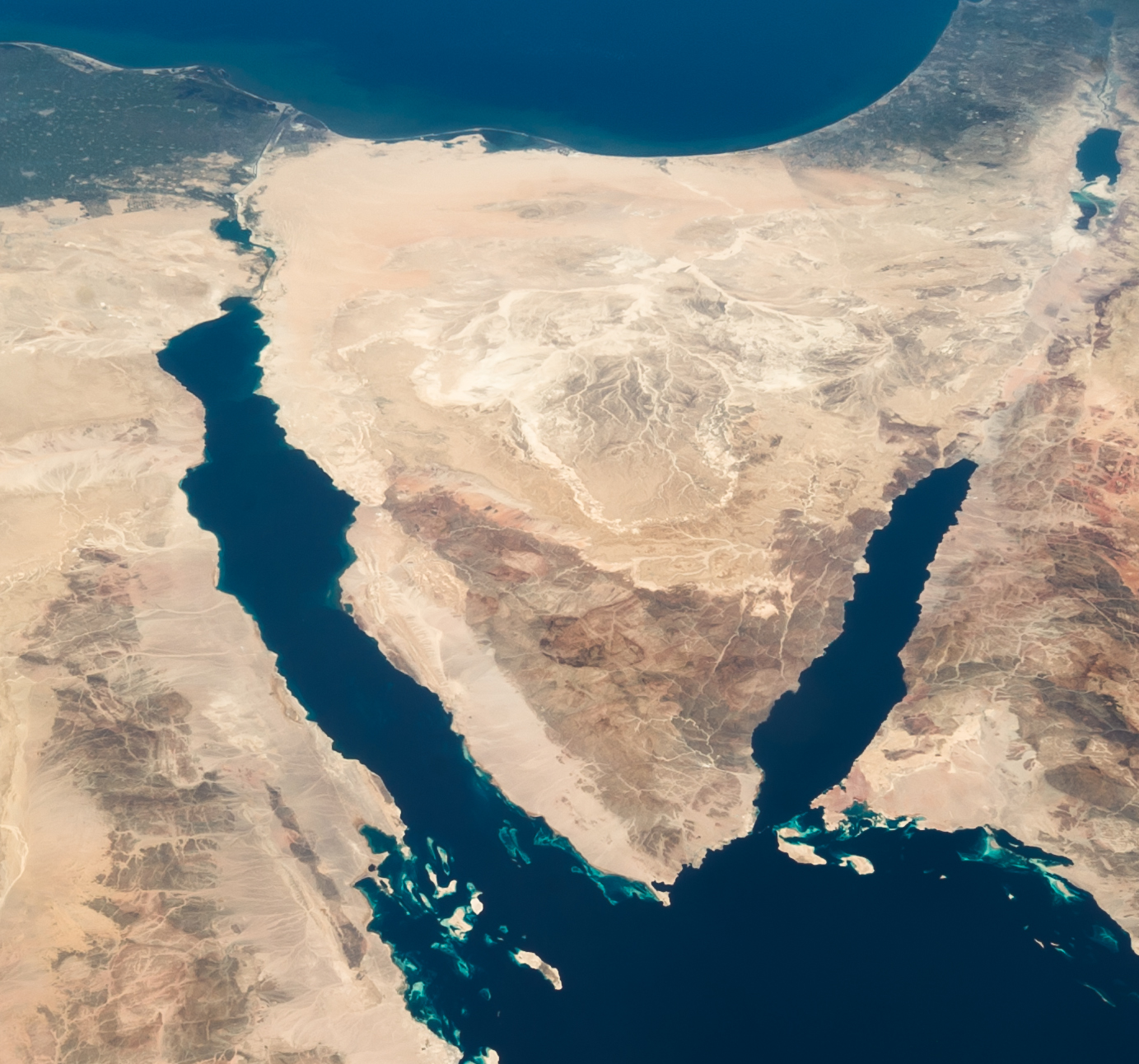
Die Sinai-Halbinsel mit dem Golf von Sues im Westen und dem Golf von Akaba im Osten (fotografiert von der Internationalen Raumstation ISS-Expedition 35).

Ob allerdings bereits zur Abfassungszeit der Priesterschrift ein der Gottheit Baal-Zefon geweihtes Heiligtum auf der Nehrung vorhanden war, bleibt unklar, da entsprechende Bodenfunde sowie Ruinen fehlen. Die Existenz eines Heiligtums und einer Stadt wird daher zumindest für Kasion angezweifelt.  Die genaue Lage von Pa-Hahirot bleibt nach wie vor unbekannt. Die Forschung setzt daher allgemein das Gebiet des Sirbonischen Sees als Ort der Schilfmeerwundergeschichte hinsichtlich der Priesterschrift an, wobei sich Pa-Hahirot wohl in der Nähe von Pelusium befand.
In hellenistischer Zeit erfuhr das Schilfmeer eine erneute Verortung, diesmal in südliche Richtung. Die griechisch-römischen Übersetzer sahen im Schilfmeer das Rote Meer, da diese Konstellation zu der damals aktuellen politischen Geografie passte. Die Auszugsroute verlief somit von Heliopolis ostwärts über das Wadi Tumilat in Richtung Tjeku, um das Schilfmeer via südlich der Bitterseen am Ende des Golfs von Sues zu vermuten. Jene Verortung als Rotes Meer fand schließlich auch Eingang in das Neue Testament. Insofern ergab sich eine Bandbreite für das Schilfmeer vom Mittelmeer bis zum Roten Meer. Eine Festlegung auf eine bestimmte Region ist jedoch nicht möglich, wobei das Seengebiet um Tjeku/Wadi Tumilat den wahrscheinlichen Ort der Meerwundererzählung repräsentiert.

## Quellengeschichte der Errettung am Schilfmeer

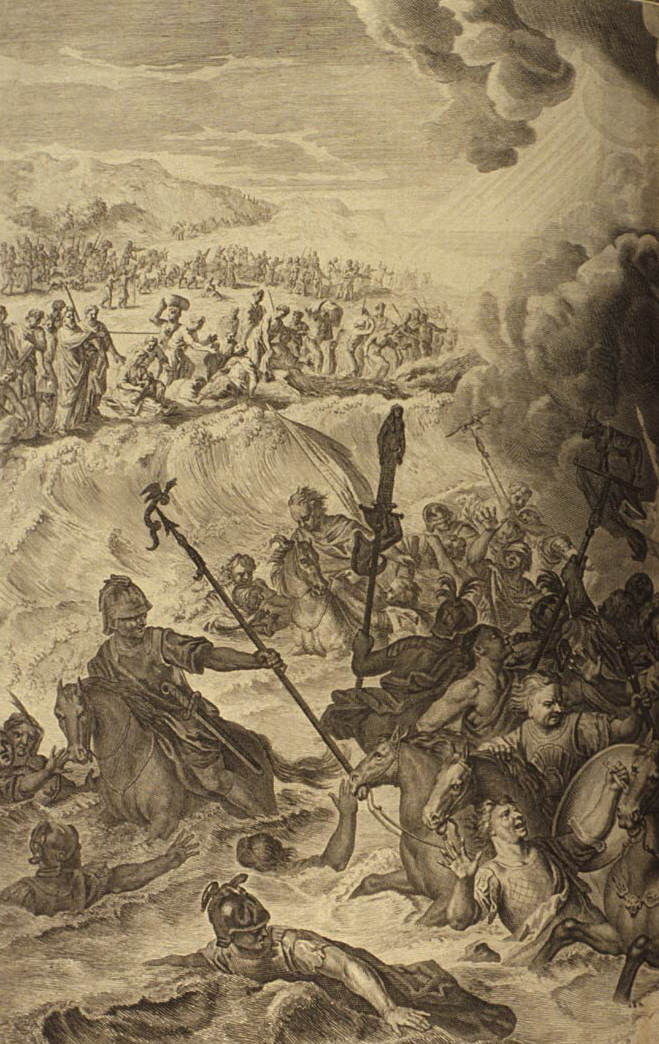
Das Heer Pharaos ertrinkt in der Flut (Gerard Hoet, 1728)